# اكتشاف النفط في الجزيرة العربية
تم اكتشاف النفط لأول مرة في الجزيرة العربية في البحرين عام 1932م، بالتزامن مع انهيار تجارة اللؤلؤ الطبيعي نتيجة انتشار اللؤلؤ الصناعي. وكانت البحرين تعتمد بشكل كبير على تجارة اللؤلؤ كمصدر رئيسي لاقتصادها الوطني. وفي عام 1925م، منحت الحكومة البحرينية أول امتياز للتنقيب عن النفط، ثم تأسست شركة نفط البحرين المحدودة في عام 1929م. وفي 2 يونيو 1932م، تم استخراج النفط بكميات تجارية لأول مرة من بئر في جبل الدخان.

### تاريخ
في  وقت مبكر من القرن العشرين  بدأت الدراسات الجيولوجية والنفطية في جزر فرسان بتهامة ، التي كانت تابعة للإمارة الإدريسية، والتي أصبحت فيما بعد ضمن منطقة جازان جنوب غرب الجزيرة المملكة العربية السعودية، كان من أبرز أولئك الجيولوجيين الجيولوجي البريطاني الدكتور آرثر ويد (Dr Arther Wade)الذي قام بدراسات جيولوجية في جزر فرسان عام 1330هـ / 1912م، كما قام الجيولوجي الدكتور ماكفيدين (Dr W. A. MacFayden) خلال الفترة 1344 - 1345هـ / 1926 - 1927م بدراسات جيولوجية في جزر فرسان ومنطقة جازان لحساب شركة نفط البحر الأحمر. وخلال تلك الفترة تمت عدة محاولات لامتياز التنقيب عن النفط في تلك الجزر؛ سواء من قبل الألمان أو الإيطاليون أو الإنجليز، حتى تم إنشاء أول شركة شركة نفط في الجزيرة العربية، وهي شركة نفط جزيرة فرسان (التابعة لشركة النفط الشرقية) في عام 1912، وبعد فترة من التنقيب والخلافات بين الشركة وحكومة الإدريسي الذي كان حاكماً في المنطقة - آنذاك - فقامت شركة النفط الإنجليزية بتحويل امتيازها لجزر فرسان إلى شركة النفاطات الإنجليزية المصرية التابعة لها والتي قامت بإنشاء شركة نفط البحر الأحمر، وذلك في عام 1927م، وقد باشرت تلك الشركة عملياتها الاستكشافية التي لم تثمر عن النفط بكميات تجارية، ما أدى إلى انسحاب الشركة وإلغاء الامتياز في عام 1929.

## الوضع الاقتصادي في شبه الجزيرة العربية
كان اقتصاد الجزيرة العربية قبل اكتشاف النفط يقوم على الزراعة والصناعات اليدوية، وتجارة البيع والشراء، والاستيراد عبر البحر من بعض البلدان مثل الهند وزنجبار وغيرهما، وتربية المواشي مايعد شكلًا من أشكال الاقتصاد المغلق الذي يقوم على المجهود الشخصي غير المنظم، غايته تأمين متطلبات الحياة اليومية وبدون مدخرات مستقبلية، وكان مورد الحجاج والمعتمرين هو المصدر الرئيس لدخل المملكة العربية السعودية قبل اكتشاف نفطها، بالرغم من أنه لم يكن يُدر أكثر من مائة ألف جنيه سنويا، وكان عرضة للتذبذب، فعلى سبيل المثال فإن اقتصاد الحج قد انخفض نتيجة موجة الكساد العالمي آنذاك حتى أنه عند إعلان قيام المملكة العربية السعودية عام 1351م لم يزد عدد الحجاج على (40) ألف حاج، الأمر الذي انعكس على سعر العملة المتداولة آنذاك في السعودية فهبطت قيمتها فأدى إلى نقص في الموارد. وقد كانت المؤشرات الاقتصادية قبل اكتشاف البترول بكميات تجارية في المملكة العربية السعودية تدل على أن البلاد كانت إحدى الدول الضعيفة اقتصادياً من العالم بسبب الموجة الاقتصادية السالبة ولتأسيسها الجديد إذ إن دخل الفرد كان أقل من مثيله في عدد من الدول النامية. عاشت الجزيرة العربية أطواراً من المجاعات والركود الاقتصادي، وحين استردالملك عبد العزيز بن عبد الرحمن بن فيصل آل سعود الحكم سنة1932 دفع الاقتصاد السعودي إلى الأمام من خلال البحث عن موارد جديدة تعزز قيام الدولة وفق منظور جديد وحديث، وكان اكتشاف النفط في البحرين بادرة أمل كبيرة خصوصاً لتشابه السمات الشكلية والجيولوجية بين أرضي البلدين، فحاول الملك عبد العزيز التعاون مع بريطانيا في محاولة استظهار النفط في الأرض السعودية، إلا أنها رفضت، فبادر الملك السعودي إلى إلى توقيع اتفاقية امتياز للتنقيب عن النفط مع شركة ستاندرد أويل أف كاليفورنيا «سوكال آنذلك وشيفرون حاليًا» الأمريكية ليتم اكتشاف أول بئر نفط في مدينة الدمام في المنطقة الشرقية من البلاد التي لم تأت نتائجها محققة للتطلعات، ولكن لأن الدلائل كانت تشير إلى وجود الزيت والغاز فقد استمرت الشركة في حفر تسع آبار متتالية إلى أن تحقق الحلم في 4 مارس 1938م حيث أنتجت بئر الدمام رقم 7 كميات كبيرة من البترول بعد حفرها على عمق 1441مترًا في طبقة أطلق عليها اسم (الطبقة الجيولوجية العربية) فدخلت بذلك المملكة العربية السعودية عصر صناعة البترول. 

## النفط في الكويت
في 22 فبراير 1938م كانت الكويت على موعد تاريخي حيث تم اكتشاف النفط في برقان وفي 30 يونيو 1946م احتفلت البلاد بتصدير أول شحنة للنفط الخام، والآن يوجد بها ثاني أكبر حقول النفط في العالم:
1. حقل برقان (Burgan): يبلغ الاحتياطي المتبقي من هذا الحقل على حسب التوقعات ما بين 66: 72 مليار برميل، وتم اكتشاف هذا الحقل في عام 1938م، ويبلغ إنتاجه 1.2 مليون برميل يومياً (مليون ومائتي ألف) برميل، وينقسم الحقل إلى ثلاث قطاعات (برقان، مقوع، الأحمدي)، وتبلغ مساحته 25.6 كم مربع.

الخريطة التالية توضح موقع حقل البرقان بدولة الكويت شرق جزيرة العرب.
- حقل الروضتين: وهما ينتجان ما يعادل 200 ألف برميل يوميًا، وتم اكتشافه عام 1955م.
- حقل الصابرية: ينتج 100 ألف برميل يوميًا.[4]

## الإمارات العربية المتحدة
يتوافر النفط في الإمارات العربية المتحدة في إمارتي أبو ظبي ودبي وتنتجان سنويًا 2.5 مليون برميل يوميًا، ويوجد في أبو ظبي 13 حقل بترول تحت التشغيل والإنتاج، وفي دبي 5 حقول تحت التشغيل والإنتاج، ويبلغ عدد الآبار النفطية فيها 1400 بئر تحت التشغيل والإنتاج، بمعدل 2600 برميل يومياً لكل بئر تقريبًا، وأبرز الحقول الإماراتية:
- حقلي زاكم العلوي، وزاكم السفلي: وينتجان 15 % من إنتاج الإمارات اليومي بمجموع 800 ألف برميل يوميًا، وتم اكتشافه في عام 1963م.
- حقل بوحسا: تم اكتشافه عام 1962م، ويبلغ إنتاجه اليومي 450ألف برميل.
- حقل باب: تم اكتشافه عام 1958م، ويبلغ إنتاجه اليومي 260 ألف برميل.
- حقل عصب: تم اكتشافه عام 1965م ويبلغ إنتاجه اليومي 230 ألف برميل.
- حقل أم الشيف: تم اكتشافه عام 1958م، ويبلغ إنتاجه اليومي 210 ألف برميل.
- حقل الفاتح: تابع لإمارة دبي تم اكتشافه عام 1966م، ويبلغ إنتاجه اليومي 150 برميل.[4]